# Rudolf Hiden
Josef Rudolf Hiden (Frans: Rodolphe Hiden) (Graz, 9 maart 1909 - Linz, 11 september 1973) was een Oostenrijks en Frans doelman. Hiden maakte deel uit van het Wunderteam, een bijnaam van het Oostenrijks voetbalelftal uit de jaren dertig. Ondanks deze prestatie verliet hij Oostenrijk in 1933 om in Frankrijk te gaan spelen. Uiteindelijk behaalde hij ook hier in 1940 een selectie voor het Frans voetbalelftal.